# Amtsgericht Halle (Westf.)

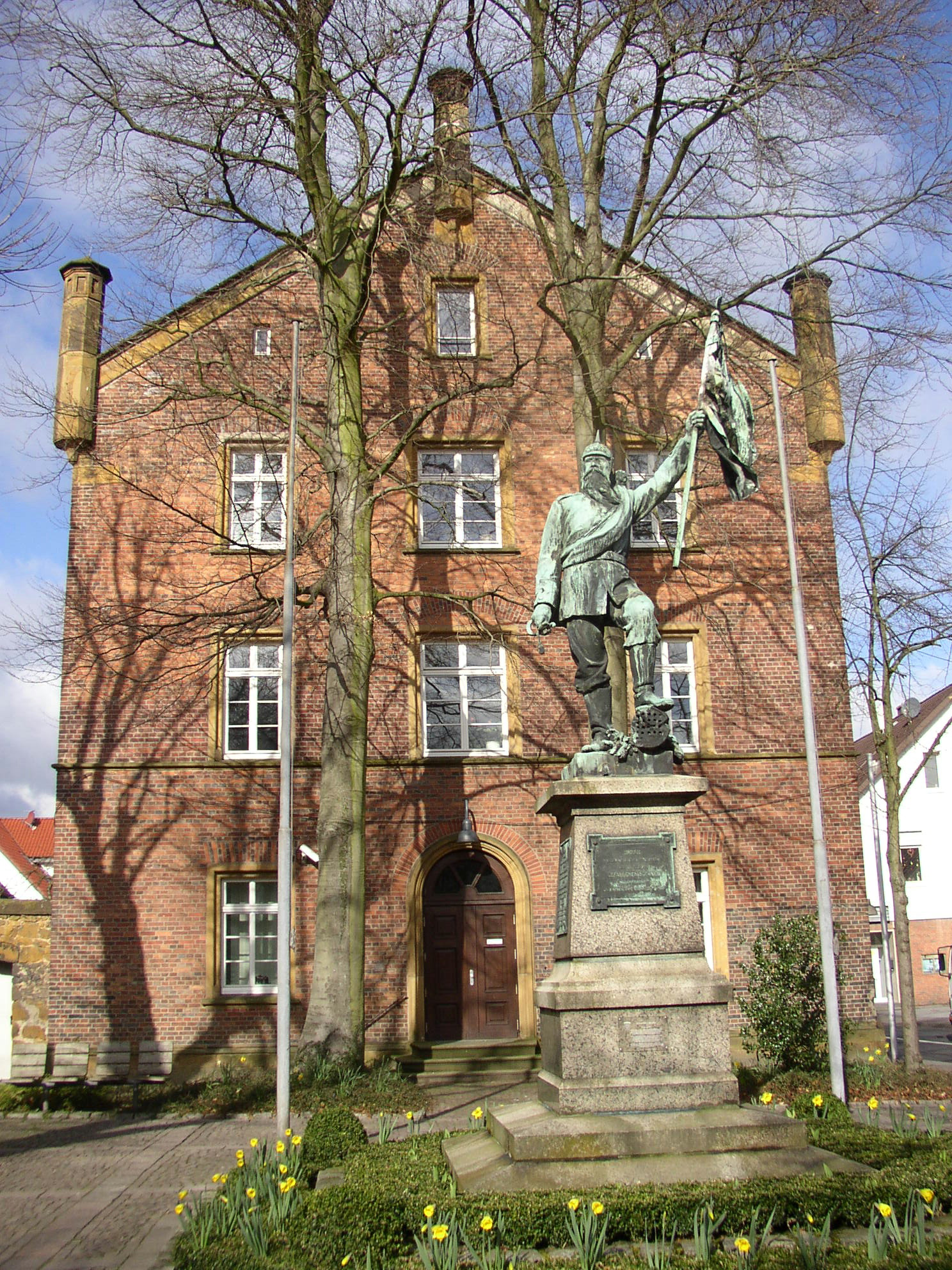
Amtsgericht mit Kriegerdenkmal (2008)

Halle ist Sitz des Amtsgerichts Halle (Westf.), das für Borgholzhausen, Halle (Westf.), Steinhagen, Versmold und Werther (Westf.) im Kreis Gütersloh zuständig ist. In dem 301 km² großen Gerichtsbezirk leben rund 82.500 Menschen.

## Übergeordnete Gerichte
Das dem Amtsgericht Halle übergeordnete Landgericht ist das Landgericht Bielefeld, das wiederum dem Oberlandesgericht Hamm untersteht.

## Geschichte
In Halle bestand von 1849 bis 1879 die Gerichtsdeputation Halle des Kreisgerichts Bielefeld. Im Rahmen der Reichsjustizgesetze wurden 1879 reichsweit einheitlich Oberlandes-, Land- und Amtsgerichte gebildet. Das königlich preußische Amtsgericht Halle wurde mit Wirkung zum 1. Oktober 1879 als eines von 14 Amtsgerichten im Bezirk des Landgerichtes Bielefeld im Bezirk des Oberlandesgericht Hamm gebildet. Der Sitz des Gerichts war die Stadt Halle. Sein Gerichtsbezirk umfasste den Kreis Halle. Am Gericht bestanden 1880 zwei Richterstellen. Das Amtsgericht war damit ein mittelgroßes Amtsgericht im Landgerichtsbezirk. Gerichtstage wurden in Versmold gehalten.